# Manuel Heleno
Manuel Domingues Heleno Júnior (Leiria, 1894 – Lisboa, 1970) foi um arqueólogo português que, desde muito cedo mostrou-se muito interessado pelos temas da História e da Arqueologia.

## Biografia
Iniciou a sua actividade profissional como professor no Liceu Camões e mais tarde no Liceu de Passos Manuel. 
Foi convidado para Professor Assistente, progredindo depois para Professor Auxiliar e chegando, em 1933, a Professor Catedrático da Faculdade de Letras da Universidade de Lisboa, chegando a Director da mesma em 1959. Entretanto, em 1921, começara a desempenhar funções de Conservador do Museu Nacional de Arqueologia, em Lisboa, onde cria ligações com José Leite de Vasconcelos, fundador do mesmo museu.
Levou a cabo inúmeras intervenções arqueológicas em Portugal, prestando especial atenção ao megalitismo no Alentejo, onde realizou trabalhos nos concelhos de Coruche, Montemor-o-Novo, Arraiolos e Estremoz. 
Fundou a revista Ethnos, do Instituto Português de Arqueologia e História e do Centro de Estudos Históricos e Arqueológicos da Faculdade de Letras da Universidade de Lisboa (actual Centro de História da Universidade de Lisboa).
Foi director do Museu Nacional de Arqueologia até 1964.

## Obras
- A geografia no ensino secundário (1919);
- Cartailhac e a Arqueologia portuguesa (1922);
- Antiguidades de Monte Real (1922);
- Do estudo e origem da moeda : lição de abertura da cadeira de numismática (1924);
- Lição inaugural da cadeira arqueologia: ano lectivo de 1926-1927 (1930);
- Colaboração portuguesa nos descobrimentos náuticos das outras nações (1932);
- Grutas artificiais do Tojal de Vila Chã (Carenque) (1933);
- Os descobrimentos marítimos dos portugueses e os progressos da Geografia (1933);
- Subsídios para o estudo da regência de D. Pedro, duque de Coimbra (1933);
- Os escravos em Portugal (1933);
- O descobrimento da América (1933);
- Os portugueses no Congo : Duarte Lopes (1933);
- Tampas sepulcrais insculturadas da época do bronze (1933);
- Notícias de alguns instrumentos neolíticos de grande cumprimento (1933);
- O problema capsense : contribuição portuguesa para a sua revisão : comunicação (1949);
- Sarcófago romano da região de Vila Franca de Xira : parecer  (1949);
- Arqueologia de Elvas : notícia preliminar : parecer apresentado na sessão da 2a Sub-Secção da 6a Secção da J. N. E. de 17 de Dezembro de 1949 (1951);
- Algumas palavras sobre Leite de Vasconcelos (1952);
- O tesouro da Borralheira (1953);
- Notas sobre algumas estações da época lusitano-romana (1953);
- Elogio do professor doutor José Maria de Queiroz Veloso (1958);
- A "villa" lusitano-romana de Torre de Palma (Monforte) (1962);
- Programa para a instalação do Museu Etnológico Dr. Leite de Vasconcelos na Cidade Universitária (1965);
- Estação lusitano-romana da Praça da Figueira (1965);
- Um quarto de século de investigação arqueológica (1965);
- Em defesa do património arqueológico da nação : alguns pareceres apresentados à Junta Nacional da Educação (1966);
- Elogio da ciência : discurso proferido pelo director da Faculdade de Letras de Lisboa, prof. doutor Manuel Heleno, no dia da Universidade de Lisboa em 22-1-1964 (1966);
- O professor Henri Breuil (1967);
- Bosch Gimpera (1967);